# Гебгард Зедльмайр
Гебгард Зедльмайр (нім. Gebhard Sedlmayr; 10 жовтня 1886, Віленбах — 11 січня 1971, Мюнхен) — німецький військовий ветеринар, доктор ветеринарії, генерал-майор ветеринарної служби вермахту. Кавалер Німецького хреста в сріблі.

## Біографія
Учасник Першої світової війни. Після демобілізації армії залишений в рейхсвері. З 1 квітня 1924 року — головний ветеринар 1-го ескадрону 16-го кінного полку, з 1 травня 1926 року — 1-го дивізіону 3-го артилерійського полку, з 1 травня 1927 року — 2-го автомобільного дивізіону, з 1 травня 1928 року — 2-го дивізіону 7-го артилерійського полку, з 1 травня 1930 року — 19-го піхотного полку, з 15 жовтня 1935 року — 7-ї дивізії. З 7 жовтня 1936 року — старший ветеринар кавалерійського училища Ганновера. З 24 листопада 1938 року — головний ветеринар 3-го армійського корпусу. Під час Другої світової війни займав наступні посади: старший ветеринар 36-го командування особливого призначення, головний ветеринар 2-ї армії, корпусний ветеринар при заступникові командира 2-го армійського корпусу, з 10 вересня 1942 року — головний ветеринар 2-ї армії, з 3 жовтня 1944 року — групи армій «B».

## Нагороди
- Залізний хрест 2-го і 1-го класу
- Орден «За військові заслуги» (Баварія) 4-го класу з мечами
- Почесний хрест ветерана війни з мечами
- Медаль «За вислугу років у Вермахті» 4-го, 3-го, 2-го і 1-го класу (25 років)
- Застібка до Залізного хреста 2-го класу
- Хрест Воєнних заслуг 2-го і 1-го класу з мечами
- Німецький хрест в сріблі (10 січня 1945)